# Änderungen der Bayerischen Verfassung seit 1945
Unter einer Änderung der Bayerischen Verfassung versteht man die Änderung der Verfassung des Freistaates Bayern im Wege der Gesetzgebung durch den Bayerischen Landtag. Diese ist in Art. 75 der Bayerischen Verfassung geregelt. Seit der Ratifizierung der Bayerischen Verfassung durch das Volk im Jahre 1946 wurde die Verfassung bis heute zwölf Mal geändert.

## Voraussetzungen für eine Verfassungsänderung
Die Verfassung des Freistaates Bayern kann nach Art. 75 BayVerf ausschließlich im Wege der Gesetzgebung geändert werden. Dabei sind Anträge auf Verfassungsänderungen, die den demokratischen Grundgedanken der Verfassung widersprechen, nicht zulässig. Die bayerische Verfassung kann sowohl auf dem Wege der parlamentarischen Gesetzgebung durch den bayerischen Landtag als auch durch das Volk (per Volksgesetzgebung) geändert werden.
War der Volksentscheid für ein verfassungsänderndes Gesetz erfolgreich, wird dieses vom bayerischen Ministerpräsidenten bzw. von der bayerischen Ministerpräsidentin ausgefertigt (unterzeichnet) und schließlich mit Vermerk auf den Zeitpunkt des Inkrafttretens im bayerischen Gesetz- und Verordnungsblatt (GVBl) veröffentlicht.

### Verfassungsänderung durch den Bayerischen Landtag
Der bayerische Landtag kann ein Gesetz zur Änderung der Verfassung des Freistaates Bayern mit einer Zweidrittel-Mehrheit der Mitgliederzahl beschließen. Dieses Gesetz muss anschließend dem Volk zur Entscheidung im Volksentscheid vorgelegt werden.

### Verfassungsänderung durch das Volk
Die Staatsbürger des Freistaates Bayern können ein Gesetz zur Änderung der Verfassung per Volksgesetzgebung verabschieden. Nach dem erfolgreichen Volksbegehren kann der Gesetzesentwurf im Landtag abgelehnt werden. Wird diesem jedoch zugestimmt, wird das verfassungsändernde Gesetz erneut dem Volk zur Entscheidung vorgelegt.

## Änderungen der Bayerischen Verfassung (Überblick)
Folgende Änderungen der Bayerischen Verfassung wurden bisher vorgenommen:
1. Einführung der christlichen Gemeinschaftsschule (GVBl vom 22. Juli 1968, S. 235)[10]
2. Herabsetzung des Wahlalters (GVBl vom 15. Juni 1970, S. 239)[11]
3. Bildung von Stimmkreisen und Herabsetzung der Sperrklausel bei Landtagswahlen von 10 % auf 5 % (GVBl vom 19. Juli 1973, S. 389)
4. Freiheit des Rundfunks (GVBl vom 19. Juli 1973, S. 389)
5. Umweltschutz als Aufgabe mit Verfassungsrang für Staat, Gemeinden und Körperschaften (GVBl vom 20. Juni 1984, S. 223)[12]
6. Einführung des Kommunalen Bürgerentscheids (GVBl 27. Oktober 1995, S. 730)[13]
7. Verfassungsreformgesetz – Weiterentwicklung im Bereich der Grundrechte und der Staatsziele (GVBl vom 20. Februar 1998, S. 38)
  - Bekennung zu einem geeinten Europa
  - Streichung der Todesstrafe aus der bayerischen Verfassung
  - Gleichberechtigung von Frauen und Männern
  - Benachteiligungs- und Diskriminierungsverbot von Menschen mit Behinderungen
  - Ausweitung der Unterrichtung von Buben in der Säuglingspflege, Kindererziehung und Hauswirtschaftslehre
  - Achtung von Tieren und Lebewesen als Mitgeschöpfe
8. Verfassungsreformgesetz – Reform von Landtag und Staatsregierung (GVBl vom 20. Februar 1998, S. 39)
  - Verlängerung der Wahlperiode
  - Parlamentarische Opposition als ein grundlegender Bestandteil der parlamentarischen Demokratie
  - Änderung im Untersuchungsausschussrecht
  - Verkleinerung des Landtags und Festlegung der Größe der Staatsregierung
  - Anhörung der kommunalen Spitzenverbände bei der Staatsregierung
9. Gesetz zur Abschaffung des Senats (GVBl vom 20. Februar 1998, S. 42)[14]
10. Gesetz über den Zusammentritt des Landtags nach der Wahl, über die Parlamentsinformation und zur Verankerung eines strikten Konnexitätsprinzips (GVBl vom 10. November 2003, S. 816)
11. Gesetz zur Weiterentwicklung der Wahlgrundsätze, der Grundrechte und der Bestimmungen über das Gemeinschaftsleben (GVBl vom 10. November 2003, S. 817)
12. Gesetz zur Förderung gleichwertiger Lebensverhältnisse und Arbeitsbedingungen, des ehrenamtlichen Einsatzes für das Gemeinwohl, zu Angelegenheiten der Europäischen Union, zur Einführung der Schuldenbremse und zur angemessenen Finanzausstattung der Gemeinden (GVBl vom 11. November 2013, S. 638–642)[15]

## Verfassungsänderungen mit signifikanter Bedeutung
Unter den zwölf Gesetzen zur Änderung der Verfassung finden sich einige mit herausragender Bedeutung für den Freistaat Bayern.

### Herabsetzung des Wahlalters (1970)
Mit dem 2. Gesetz zur Änderung der Verfassung im Jahre 1970 (GVBl S. 239) wurden Art. 7 Abs. 1 und Art. 14 Abs. 2 der Bayerischen Verfassung geändert. Gegenstand der Verfassungsänderung war die Frage nach der Herabsetzung des Wahlalters im Zuge der sogenannten Jugendbewegung der 1960er Jahre. Initiiert wurde die Verfassungsänderung durch die Staatsregierung, die damit eine bessere Einbindung der Jugend in die Landespolitik beabsichtigte. Mit der Änderung von Art. 7 Abs. 1 wurde das Wahlalter für das aktive Wahlrecht von 21 Jahren auf 18 Jahre gesenkt. Somit wurde das aktive Wahlrecht vom Erreichen der Volljährigkeit, die damals bei Abschluss des 21. Lebensjahres lag, entkoppelt. Das passive Wahlrecht wurde hingegen mit Änderung von Art 14 Abs. 2 von 25 Jahren auf 21 Jahre herabgesetzt.
Ausgefertigt wurde das Gesetz vom damaligen Ministerpräsidenten Alfons Goppel.

### Umweltschutz als Aufgabe mit Verfassungsrang für Staat, Gemeinden und Körperschaften (1984)
Mit dem 5. Gesetz zur Änderung der Verfassung im Jahre 1984 (GVBl S. 223) wurde unter anderem Art. 3 der Bayerischen Verfassung ergänzt. Im Zuge der Änderung wurde der bisherige Gesetzestext zu Art. 3 Abs. 1, während in Art. 3 Abs. 2 der „Schutz der natürlichen Lebensgrundlagen und die kulturelle Überlieferung“ zur Staatsaufgabe erhoben wird. Zusätzlich erhielt im dritten Hauptteil die Überschrift des 2. Abschnitts folgende Fassung:
„2. Abschnitt Bildung und Schule, Schutz der natürlichen Lebensgrundlagen und der kulturellen Überlieferung“
Des Weiteren wurden in Art. 141 Abs. 1, 2 und 3 BayVerf Ergänzungen zum Umweltschutz als Aufgabe mit Verfassungsrang für Staat, Gemeinden und Körperschaften mit aufgenommen.
Unterzeichnet wurde das Gesetz vom damaligen Ministerpräsidenten Franz Josef Strauß.

### Einführung des Kommunalen Bürgerentscheids (1995)
Das 6. Gesetz zur Änderung der Verfassung im Jahre 1995 (GVBl S. 730) sieht Änderungen in Art. 7 Abs. 2 BayVerf und Art. 12  BayVerf vor. Außerdem wurde die Gemeindeordnung für den Freistaat Bayern in Art 18, durch Ergänzung des Artikel 18a, und in Art. 60 Abs. 3 geändert. Schließlich wurde Art. 25 der Landkreisordnung für den Freistaat Bayern durch Art. 25a ergänzt.
Durch die Einführung des Bürgerentscheids auf kommunaler Ebene sah das Gesetz umfassende Änderungen in der bayerischen Kommunalpolitik vor. Ausgefertigt wurde das Gesetz vom damaligen Ministerpräsidenten Edmund Stoiber.

### Weiterentwicklung im Bereich der Grundrechte und Staatsziele (1998)
Das 7. Gesetz zur Änderung der Verfassung im Jahre 1998 (GVBl S. 42) änderte eine Vielzahl von Grundrechtsartikeln der Bayerischen Verfassung. So wurde
- ein neuer Artikel 3a BayVerf eingefügt, in dem sich die Bayerische Verfassung zu einem geeinten Europa bekennt, das „demokratische, Rechtsstaatliche, soziale und föderative Grundsätze, sowie dem Grundsatz der Subsidiarität verpflichtet ist.“ Hierbei wird auch die Zusammenarbeit Bayerns mit anderen europäischen Regionen statuiert.[18]
- Art. 47 Abs. 4 Satz 2 und damit die Todesstrafe aus der Bayerischen Verfassung gestrichen.[18] Diese Änderung war jedoch realpolitisch gesehen rein formal, da die Todesstrafe durch Art. 102 des Grundgesetzes bereits im Jahre 1949 abgeschafft wurde[19] und nach Art. 31 GG „Bundesrecht Landesrecht [bricht.]“[20]
- Art. 118 Abs. 2 geändert. Dieser Artikel konstituiert seitdem die Gleichberechtigung von Frauen und Männern. Dabei schreibt die Bayerische Verfassung außerdem vor, dass der Staat Bayern die tatsächliche Durchsetzung der Gleichberechtigung von Frauen und Männern fördert und auf die Beseitigung bestehender Nachteile hinwirkt.[18] Die Durchsetzung dieses Artikels ist bis heute ein äußerst relevantes Thema unserer Gesellschaft, wie beispielsweise die aktuellen Diskussionen zum Paritätsgesetz zeigen.[21]
- ein neuer Artikel 118a BayVerf eingefügt. Dieser besagt, dass Menschen mit Behinderung nicht benachteiligt werden dürfen, und auch hier wird festgeschrieben, dass der Bayerische Staat sich für gleichwertige Lebensbedingungen von Menschen mit und ohne Behinderungen einsetzt. Außerdem wurde in Art. 125 Abs. 1 Satz 1 das Wort „Gesunde“ gestrichen, womit nun alle Kinder das köstlichste Gut eines Volkes sind.[18]
- außerdem Art. 131 Abs. 4 aktualisiert, nach dem Mädchen und Buben in der Säuglingspflege, Kindererziehung und Hauswirtschaft besonders zu unterweisen sind.[18]
- Art. 141 BayVerf folgender Satz 2 eingefügt: „Tiere werden als Lebewesen und Mitgeschöpfe geachtet und geschützt.“[18]

Ausgefertigt wurden diese umfassenden Änderung vom damaligen Ministerpräsidenten Edmund Stoiber.

### Die Abschaffung des Senats (1998)
Das 9. Gesetz zur Änderung der Verfassung im Jahre 1998 (GVBl S. 42) hob die Art. 34 bis 42 der Bayerischen Verfassung auf. Das Gesetz ging aus dem Volksbegehren „Schlanker Staat ohne Senat“ hervor. Diese konstituierten die Funktion und Aufgaben des bis dahin tätigen Bayerischen Senats. Im Zuge der Abschaffung wurden außerdem die Wortlaute „oder des Senates“ in Art. 68 Abs. 3 Satz 2 BayVerf, „vom Senat“ in Art. 71 BayVerf und „34“ und „36“ in Art. 179 BayVerf gestrichen. Seit der Abschaffung des Senats stellt der Bayerische Landtag die einzige Vertretung des bayerischen Volkes dar. Ausgefertigt wurde das Gesetz vom damaligen Ministerpräsidenten Edmund Stoiber.

## Die neuesten Verfassungsänderungen im Jahr 2013
Im Jahr 2013 wurde im Volk zeitgleich zur Landtagswahl über mehrere verfassungsändernde Gesetze abgestimmt, die fünf neue Staatsziele in den Verfassungsrang erheben sollten. Darunter waren die Angleichung der Lebens- und Arbeitsverhältnisse von Stadt und Land, Förderung des ehrenamtlichen Einsatzes, Stärkung des Landtages in Angelegenheiten der Europäischen Union sowie eine Schuldenbremse für den Freistaat.

### Förderung gleichwertiger Lebensverhältnisse und Arbeitsbedingungen
Dieses Gesetz zur Änderung der Verfassung (GVBl S. 638) betraf die Ergänzung des Art. 3 Abs. 2 BayVerf. Der bisherige Wortlaut des Artikels wurde zu Satz 1, während folgender Satz 2 angefügt wird:
„Er fördert und sicher gleichwertige Lebensverhältnisse und Arbeitsbedingungen in ganz Bayern, in Stadt und Land.“
Unter gleichwertigen Lebens- und Arbeitsverhältnissen werden dabei, nach Stellungnahme des Landtags, Wohnen, Bildung, Freizeit, soziale und kulturelle Leistungen, außerdem die berufliche Entwicklung des Einzelnen verstanden. Außerdem sollen „strukturschwächere Regionen Anspruch auf gezielte Förderung erhalten.“
Ziel der Verfassungsänderung ist es, eine ausdrückliche Regelung in der Verfassung zu formulieren, mit der der Freistaat Bayern auf die demografische Entwicklung als eine der größten Herausforderungen der Zukunft reagieren kann. Anlass dafür sah der Bayerische Landtag im Wachstum der Ballungszentren, in der Abnahme der ländlichen Bevölkerung, in der wachsenden Zahl der älteren Bevölkerung, sowie der Stagnation der Geburtenraten auf niedrigem Niveau.
Kritik an diesem Gesetz kam von Seiten der Grünen: für diese Ziele bräuchte es der rechtspolitischen Sprecherin der Grünen, Christine Stahl, nach keine Verfassungsänderung, da ein sinnvolles Landesentwicklungsprogramm diese Ziele ebenso umsetzen könne.
Das Ergebnis bei den gültigen Stimmen lag bei 89,6 % für „Ja“, 10,4 % für „Nein“ und 7,6 % ungültige Stimmen. Ausgefertigt wurde das Gesetz vom damaligen Ministerpräsidenten Horst Seehofer.

### Förderung des ehrenamtlichen Einsatzes
Dieses Gesetz zur Änderung der Verfassung (GVBl S. 639) betraf Art. 121 der Bayerischen Verfassung. Während der bis dahin geltende Satz 2 zu Satz 3 des Artikels wurde, wurde folgender neuer Satz 2 eingefügt:
„Staat und Gemeinden fördern den ehrenamtlichen Einsatz für das Gemeinwohl.“
Ziel der Änderung war es, dem ehrenamtlichen Engagement ein besonderes Gewicht zu verleihen, wobei nach einer Stellungnahme des Bayerischen Landtags hieraus kein Rechtsanspruch auf finanzielle Förderung gegen das Land oder die Gemeinden abgeleitet werden kann. Als Grund für die wachsende Bedeutung der ehrenamtlichen Arbeit nannte der Bayerische Landtag den demografischen Wandel, die Globalisierung, die Migration, sowie sich ändernde Familienstrukturen, also gesellschaftliche Entwicklungen, denen nur durch gemeinsamen Bemühungen von Staat und Bevölkerung Ausdruck verliehen werden kann.
Das Ergebnis bei den gültigen Stimmen lag bei 90,7 % für „Ja“, 9,3 % für „Nein“ und 9,5 % ungültige Stimmen. Ausgefertigt wurde das Gesetz vom damaligen Ministerpräsidenten Horst Seehofer.

### Stärkung des Landtags in Angelegenheiten der Europäischen Union
Dieses Gesetz zur Änderung der Verfassung (GVBl S. 640) sah eine Änderung von Art. 70 der Bayerischen Verfassung und damit eine Stärkung des Landtages bei Europäischen Angelegenheiten vor.
Dem genannten Artikel wurde Abs. 4 angefügt, der festlegt, dass die Staatsregierung den Landtag über Angelegenheiten der Europäischen Union zu informieren hat. Außerdem wird konstituiert, dass die Staatsregierung in ihren verfassungsmäßigen Aufgaben durch Gesetz gebunden werden kann, falls das Recht der Gesetzgebung durch Übertragung von Hoheitsrechten an die Europäische Union betroffen ist. Sollte das Recht der Gesetzgebung außerdem durch ein Gesetz der Europäischen Union betroffen sein, hat die Staatsregierung die Stellungnahme des Landtages „maßgeblich zu berücksichtigen.“
Begründet wurde diese Forderung mit dem häufig kritisierten Demokratiedefizit auf europäischer Ebene, dem entgegengewirkt werden sollte, indem der Landtag wieder mehr Gewicht bekommt. Dies sollte geschehen, indem eine unmittelbare Beteiligung der Landesparlamente in die Übertragung von Hoheitsrechten auf die EU integriert wird.
Das Ergebnis bei den gültigen Stimmen lag bei 84,1 % für „Ja“, 15,9 % für „Nein“ und 11,9 % ungültige Stimmen. Unterzeichnet wurde das Gesetz vom damaligen Ministerpräsidenten Horst Seehofer.

### Einführung der Schuldenbremse
Dieses Gesetz zur Änderung der Verfassung (GVBl S. 641) betraf eine Änderung von Art. 82 der Bayerischen Verfassung. Demnach sollte
- der Haushalt grundsätzlich ohne Nettokreditaufnahme ausgeglichen werden (Abs. 1), wobei bei abnormalen konjunkturellen Schwankungen (Abs. 2) und Naturkatastrophen oder außergewöhnlichen Notsituationen (Abs. 3) von Abs. 1 abgewichen werden kann
- die Aufnahme von Krediten etc. einer der Höhe nach bestimmten Ermächtigung bedürfen.[15]

Näheres wird durch Gesetz bestimmt (Abs. 5). Wie bereits im Grundgesetz verankert, sollte es dem Freistaat also verboten werden, ab dem Haushaltsjahr 2020 neue Schulden aufzunehmen.
Grund für die Änderung war die Erkenntnis, dass vorhergehende Bemühungen, die Neuverschuldung des Bundes und der Länder nicht genügend eindämmen. Dies soll aber vor allem in Verantwortung für die zukünftigen Generationen geschehen, um die langfristige Tragfähigkeit der Bund- und Länderhaushalte zu gewährleisten.
Das Ergebnis bei den gültigen Stimmen lag bei 88,6 % für „Ja“, 11,4 % für „Nein“ und 10,3 % ungültige Stimmen. Unterzeichnet wurde das Gesetz vom damaligen Ministerpräsidenten Horst Seehofer.

### Angemessene Finanzausstattung der Gemeinden
Bei diesem Gesetz zur Änderung der Verfassung (GVBl S. 642) wurde Art. 83 Abs. 2 der Verfassung des Freistaates Bayern geändert. Folgender Satz 3 wurde der bisherigen Fassung angefügt:
„Der Staat gewährleistet den Gemeinden im Rahmen seiner finanziellen Leistungsfähigkeit eine angemessene Finanzausstattung.“
Einem vorausgegangenen Urteil des Bundesverfassungsgerichts zufolge haben Gemeinden den Anspruch, angemessene finanzielle Leistungen vom Land zu erhalten. Ziel dieser Änderung war es demnach, diesen Anspruch ausdrücklich in der Bayerischen Verfassung zu regeln.
Das Ergebnis bei den gültigen Stimmen lag bei 91,6 % für „Ja“, 8,4 % für „Nein“ und 10,2 % ungültige Stimmen. Ausgefertigt wurde das Gesetz vom damaligen Ministerpräsidenten Horst Seehofer.